# Toti (football)
Pour les articles homonymes, voir Toti.
Tote António Gomes, dit Toti, né le 16 janvier 1999 à Bissau, est un footballeur international portugais qui joue au poste de défenseur central ou arrière gauche au Wolverhampton Wanderers.

## Biographie

### Carrière en club

#### Débuts professionnels et formation au Portugal (2018-2020)
Né à Bissau en Guinée-Bissau, Toti arrive très tôt au Portugal et pratique d'abord le rugby avant de commencer à jouer au football seulement à l'âge de 15 ans, à Cascais,,.
C'est à l'Estoril-Praia qu'il commence sa carrière professionnelle, en championnat du Portugal de deuxième division et joue son premier match avec l'équipe première du club le 5 mai 2019.

#### Prêt immédiat en Suisse au Grasshoper (2020-2022)
En septembre 2020, il signe au Wolverhampton Wanderers FC, en Premier League puis est prêté dans la foulée au Grasshopper en deuxième division suisse,. Auteur d'une saison pleine avec le club suisse qui le voit promu en première division, son prêt est renouvelé pour un an. 

#### Retour à Wolverhampton (2022-)
Réalisant une bonne saison, il est rappelé par son club à la mi-saison pour jouer en Premier League, où il fait rapidement ses débuts,,.
La saison suivante,Toti va vraiment gagner en temps de jeu, comme défenseur central puis comme arrière gauche, marquant notamment son premier but pour les Wolves le 6 mai 2023 contre Aston Villa lors d'une victoire (1-0), permettant de sceller le maintien en Premier League des Wolves,.

### Carrière en sélection

#### Avec les jeunes (2022)
En septembre 2022, Toti est convoqué pour la première fois avec l'équipe du Portugal des moins de 20 ans, pour un match amical face au Cap-Vert.

#### Avec les A (2023-)
Toti est convoqué pour la première fois avec l'équipe senior du Portugal en mai 2023,,,